# Battaglia di Rhandeia
La battaglia di Rhandeia fu combattuta nell'autunno del 62 tra l'esercito romano del legato di Cappadocia Lucio Cesennio Peto, e le forze parto-armene del re Tiridate I di Armenia.
Tiridate era stato messo dai Parti sul trono di Armenia, che apparteneva a Tigrane II, alleato di Roma. Cesennio Peto organizzò una campagna, con le legioni XII Fulminata e IIII Scythica, ma le forze di Tiridate lo obbligarono ad arrendersi a Rhandeia (Erand).